# 15036 Джованніанселмі
15036 Джованніанселмі (15036 Giovannianselmi) — астероїд головного поясу, відкритий 18 листопада 1998 року.
Тіссеранів параметр щодо Юпітера — 3,476.